# Het kanon van Kra
Het kanon van Kra is het vijftiende stripalbum uit de Yoko Tsuno-reeks van Roger Leloup. De strip werd voor het eerst uitgegeven bij Dupuis in 1985. 